# Surface Go
La Surface Go és un ordinador 2 en 1 de 10 polzades de la sèrie Microsoft Surface que es va publicar el 2 d'agost de 2018. Va ser presentada per Microsoft el 10 de juliol de 2018. Aquesta va ser la primera generació de Surface Go. El maig de 2020, aquesta va ser substituïda per la Surface Go 2.
El dispositiu funciona amb Windows 10 en mode S i disposa d'una càmera frontal de 5MP, una càmera d'infrarojos, i una càmera posterior de 8 MP, un xipset NFC i un punt de suport que suporta un angle de fins a 165 º. La pantalla és una pantalla PixelSense™ de 1800x1200 amb una adhesió òptica de 3 a 2 amb una densitat de 217 PPI i un angle de visualització complet de 180 graus. El Surface Go comença a partir de 399 dòlars americans i no inclou la Type Cover o el Surface Pen, que s'ha de comprar per separat. La Type Cover que s'ofereix en negre, a més de tres opcions amb tela d'Alcantara—Borgonya, blau de cobalt i platí. El Type Cover també utilitza una connexió de 8 pins en lloc de la connexió de 6 pins presentada en tauletes Surface anteriors, trencant la compatibilitat amb altres models.

## Configuracions
| Opcions de configuració Surface Go | Opcions de configuració Surface Go | Opcions de configuració Surface Go | Opcions de configuració Surface Go | Opcions de configuració Surface Go | Opcions de configuració Surface Go | Opcions de configuració Surface Go |
| Preus en USD                       | Preus en USD                       | CPU                                | GPU integrada                      | RAM                                | Emmagatzematge intern              | LTE                                |
| Consumidor                         | Empresarial                        | CPU                                | GPU integrada                      | RAM                                | Emmagatzematge intern              | LTE                                |
| ---------------------------------- | ---------------------------------- | ---------------------------------- | ---------------------------------- | ---------------------------------- | ---------------------------------- | ---------------------------------- |
| 400                                | 450                                | Intel Pentium Gold 4415Y           | Intel HD Graphics 615              | 4 GB                               | 64GB eMMC                          | No                                 |
| 500                                |                                    | Intel Pentium Gold 4415Y           | Intel HD Graphics 615              | 4 GB                               | 128GB NVMe SSD                     | No                                 |
| 550                                | 600                                | Intel Pentium Gold 4415Y           | Intel HD Graphics 615              | 8 GB                               | 128GB NVMe SSD                     | No                                 |
| 680                                | 730                                | Intel Pentium Gold 4415Y           | Intel HD Graphics 615              | 8 GB                               | 128GB NVMe SSD                     | Sí                                 |
| 780                                | 830                                | Intel Pentium Gold 4415Y           | Intel HD Graphics 615              | 8 GB                               | 256GB NVMe SSD                     | Sí                                 |

## Característiques
- Surface Go té un processador Intel Pentium Gold 4415Y i una CPU GPU Intel HD Graphics 615. Les opcions d'emmagatzematge són de 64 GB, 128 GB i 256 GB.[5][6]
- Surface Go pot carregar completament la seva bateria en 2 hores.
- Surface Go inclou una presa d'auriculars, un port USB-C i una ranura per a microSD.
- Totes les configuracions també estan disponibles amb Windows 10 Pro per un import addicional de 50 dòlars.
- La tauleta té un gruix de 8,3 mm de gruix i pesa 1,5 kg.
- La Surface Go disposa de 4 GB o 8 GB de RAM

## Maquinari
La Surface Go és la quarta incorporació a la petita línia de Surface amb una construcció d'aliatge de magnesi de tot el cos. Aquesta està dirigida a nens, estudiants i escoles.
El dispositiu presenta un processador sense ventilador Intel Pentium Gold al seu interior.
El dispositiu conté per primera vegada el port USB C com a carregador, el primer dispositiu Surface que dona suport a aquest port i un port Surface Connect. La càmera frontal conté un sensor d'infraroig que admet l'inici de sessió mitjançant Windows Hello.
El teclat desmuntable, que es ven per separat, utilitza una connexió de 8 pins, compatible amb el model més recent.

## Programari
Surface Go porta preinstal·lat Windows 10 Home en mode S i un programa de prova de 30 dies de Office 365. Amb el mode S, els usuaris només podran instal·lar programari de la Microsoft Store. El sistema operatiu en mode S es pot millorar a Windows 10 Home o Windows 10 Pro de franc.

## Cronologia
Font: Microsoft Devices Blog